# Fernandes Tourinho
Fernandes Tourinho é um município brasileiro no interior do estado de Minas Gerais, Região Sudeste do país. Localiza-se no Vale do Rio Doce e sua população recenseada em 2022 era de 2 789 habitantes.

## História
A área ocupada pelo atual município de Fernandes Tourinho fora ocupada originalmente pelos índios Botocudos e Puris, sendo explorada pela primeira vez por Sebastião Fernandes Tourinho, bandeirante descendente do primeiro donatário da capitania de Porto Seguro, Pero de Campos Tourinho. As terras férteis, associadas à proximidade com o Rio Doce, atraíram a vinda dos primeiros habitantes, dentre os quais Sebastião Alves, Celestino Dias, José Augusto Neves e Joaquim Moreira, que deram início à formação do arraial denominado por eles de Itapiru. Eram cultivados principalmente o milho, arroz e feijão, mais tarde tendo sido introduzida a pecuária.
Dado o desenvolvimento da localidade, pela lei nº 1.039, de 12 de dezembro de 1953, é criado o distrito, denominado Itapiruna e subordinado a Tarumirim. A emancipação é decretada pela lei estadual nº 2.764, de 30 de dezembro de 1962, constituindo-se pela sede municipal e pelo distrito de Senhora da Penha e instalando-se a 1º de março de 1963. O mesmo decreto também altera a denominação para Fernandes Tourinho, em homenagem ao bandeirante que desbravou a região pela primeira vez.

### Senhora da Penha
Senhora da Penha é um distrito do município brasileiro de Fernandes Tourinho, no interior do estado de Minas Gerais. 
Foi criado pela lei estadual nº 2.764, de 30 de dezembro de 1962, juntamente à emancipação de Fernandes Tourinho.

## Geografia
De acordo com a divisão regional vigente desde 2017, instituída pelo IBGE, o município pertence às Regiões Geográficas Intermediária e Imediata de Governador Valadares. Até então, com a vigência das divisões em microrregiões e mesorregiões, fazia parte da microrregião de Governador Valadares, que por sua vez estava incluída na mesorregião do Vale do Rio Doce.